# Prototip
Prototipom (grč. πρωτος, protos = prvi) se nazivaju predserijski proizvodi najčešće namijenjeni za ispitivanja i testove prije prelaska u serijsku proizvodnju. U principu, jedan prototip ne mora niti tehnički niti optički odgovarati gotovom serijskom proizvodu, ali mu služi kao osnova. Kao primjer, možemo uzeti zračni jastuk u automobilima, čiji su prototipi bazirani na zračnom punjenju, dok serijski proizvodi imaju male ali eksplozivne kapsule, pri čijoj se eksploziji unutrašnjost jastuka puni sagorijelim plinovima. Temperature koje pri tom nastaju, ponekad oprže lice vozača ili nekog od suvozača, ali se testovima na prototipu moglo dokazati da je takvo punjenje učinkovitije nego punjenje zrakom. Pri eksploziji, sagorijeli plinovi se u jastuku brže prostiru nego što bi to bilo moguće zračnim punjenjem.
Kako pri pravljenju prototipa još ne postoje pogoni za serijsku proizvodnju, oni su skoro uvijek skuplji nego serijski proizvodi. U novije vrijeme, pravljenje prototipa se sve više zamjenjuje računalnim simulacijama tako da je prvi, gotovi serijski proizvod ustvari prototip. 
Primjer prototipa broda koji je ujedno i prvi, gotovi serijski proizvod je riječni putnički katamaran Millennium Diamond koji je projektirao i izgradio Brodarski institut za Olimpijske igre u Londonu 2012. godine.